# Never Gonna Not Dance Again
Never Gonna Not Dance Again è un singolo della cantante statunitense Pink, pubblicato il 4 novembre 2022 come primo estratto dal nono album in studio Trustfall.

## Descrizione
Il brano, scritto e composto dalla stessa cantante assieme ai produttori Max Martin e Shellback. In un'intervista a Good Morning America, Pink ha dichiarato che la canzone rifletteva il suo desiderio di trovare semplicemente la felicità, dicendo: «Puoi prendere tutto quello che ho, ma non puoi prendere la mia gioia». Nella stessa intervista ha sottolineato che le insicurezze non dovrebbero limitare le persone dal fare ciò che vogliono, e la canzone vuole essere un inno per ricordarlo.

## Accoglienza
La canzone è stata descritta da Rebekah Gonzalez di iHeartRadio come «un inno in allegria che parla di come ballare nei nostri tempi perennemente difficili», dalle sonorità «vibranti, gioiose ed euforiche». Il brano è stato associato al singolo Can't Stop the Feeling! di Justin Timberlake.
Justin Curto di Vulture scrive che l'atmosfera della canzone «è in linea con l'atmosfera del passato, con i fiati che riempiono il ritornello, come se venisse direttamente dagli anni '70», apprezzando la citazione a Whitney Houston.

## Video musicale
Il video musicale è stato pubblicato il 4 novembre 2022 sul canale YouTube della cantante.

## Tracce
Testi e musiche di Alecia Moore, Max Martin, Shellback.
1. Never Gonna Not Dance Again – 3:46

## Classifiche

### Classifiche settimanali
| Classifica (2022-23) | Posizione massima |
| -------------------- | ----------------- |
| Austria              | 53                |
| Belgio (Fiandre)     | 4                 |
| Belgio (Vallonia)    | 6                 |
| Canada               | 29                |
| Francia (airplay)    | 15                |
| Germania             | 86                |
| Irlanda              | 31                |
| Islanda              | 20                |
| Paesi Bassi          | 50                |
| Regno Unito          | 19                |
| Stati Uniti          | 99                |
| Svizzera             | 58                |

### Classifiche di fine anno
| Classifica (2022) | Posizione |
| ----------------- | --------- |
| Belgio (Fiandre)  | 163       |
| Classifica (2023) | Posizione |
| Canada            | 72        |